# Michaił Ziw
Michaił Pawłowicz Ziw (ros. Михаил Павлович Зив; ur. 25 maja 1921 w Moskwie, zm. 30 maja 1994 tamże) – radziecki kompozytor muzyki filmowej. Zasłużony Działacz Sztuk RFSRR. W 1947 roku ukończył Konserwatorium Moskiewskie. Autor muzyki do filmów fabularnych i animowanych. W animacji współpracował z takimi reżyserami jak Anatolij Karanowicz i Roman Kaczanow.

## Wybrana muzyka filmowa

### Filmy fabularne
- 1959: Ballada o żołnierzu
- 1961: Czyste niebo

### Filmy animowane
- 1963: Mister Twister
- 1964: Jak żabka szukała taty
- 1969: Krokodyl Giena
- 1971: Skrzypce pioniera
- 1974: Worek jabłek
- 1978: Mój przyjaciel sygnalizator świetlny